# Ilhas SSS

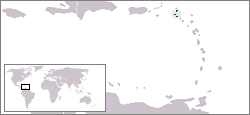
A localização das ilhas SSS no Caribe, de cima para baixo São Martinho, Saba e São Martinho.

Ilhas SSS é um acrônimo que se refere a três territórios insulares localizados nas Pequenas Antilhas e que estão sob soberania neerlandesa:
1. Saba
2. São Martinho
3. Santo Eustáquio

São Martinho é um país constituinte do Reino dos Países Baixos e é a metade sul da ilha de São Martinho (a metade norte é a coletividade francesa de São Martinho). As ilhas de Saba e Santo Eustáquio são municípios especiais dos Países Baixos.
A sigla SSS é análoga a ABC, em (referente a ilhas ABC: Aruba, Bonaire e Curaçau e coincide, em parte, com o significado da sigla BES (para BES: Bonaire, Santo Eustáquio e Saba). Todos esses territórios insulares faziam parte das Antilhas Neerlandesas.

## História
A ilha de São Martinho foi dividida entre Países Baixos e França, em 1648. A parte neerlandesa tornou-se uma única colônia neerlandesa em 1818 como Santo Eustáquio e Dependências, quando a França teve de devolver suas posses após as guerras napoleônicas. Esta colônia foi fundida com as colônias Curaçau e Dependências (as ilhas ABC) a Guiana Neerlandesa, com a capital em Paramaribo. Quando esta fusão foi parcialmente revertida em 1845, a parte neerlandesa das ilhas SSS tornou-se parte de Curaçau e Dependências com Willemstad como capital. Esta colônia tornou-se as Antilhas Neerlandesas em 1952. A parte neerlandesa das ilhas SSS inicialmente formando a single "área da ilha" (em neerlandês:  eilandgebied, a principal divisão administrativa das Antilhas Neerlandesas, governado por um Conselho de Ilha) as Ilhas de Sotavento (em neerlandês:  de Bovenwindse eilanden) até 1983.